# Filip Ingebrigtsen
Filip Ingebrigtsen (Sandnes, 20 april 1993) is een atleet uit Noorwegen, die gespecialiseerd is in de 1500 m. Hij werd Europees en Noors kampioen in deze discipline. Hij nam tweemaal deel aan de Olympische Spelen, maar kon bij deze gelegenheden niet excelleren. In 2018 werd hij bovendien Europees kampioen veldlopen.

## Biografie

### Team Ingebrigtsen
Filip Ingebrigtsen doet samen met zijn oudere broer Henrik en jongere broer Jakob aan atletiek en alle drie behoren zij tot de wereldtop. Zij worden getraind door hun vader Gjert Ingebrigtsen en vormen tezamen het "Team Ingebrigtsen'. De drie broers zijn alle drie al eens Europees kampioen op de 1500 m geweest, Henrik in 2012, Filip in 2016 en Jakob in 2018, 2022 en 2024.

### Eerste successen
Zijn eerste successen bij de senioren behaalde Ingebrigtsen in 2011. Bij de nationale veldloopkampioenschappen veroverde hij op de korte afstand de zilveren medaille en bij Noorse baankampioenschappen werd hij vijfde op de 800 m.
 In 2012 werd hij nationaal juniorkampioen op de 1500 m en veroverde hij brons op de 800 m bij de nationale kampioenschappen voor senioren, een jaar later gevolgd door zijn eerste nationale titel bij de senioren op de 1500 m. Op de Europese kampioenschappen U23 van 2013 werd hij op deze afstand zesde.
In 2014 nam Ingebrigtsen voor het eerst deel aan een groot seniorenkampioenschap, de EK van 2014 in Zürich. Terwijl hijzelf de series van de 1500 m niet overleefde, werd zijn broer Henrik, die zijn in 2012 veroverde titel op deze afstand verdedigde, ditmaal tweede. In eigen land had hij eerder dat seizoen bij de nationale kampioenschappen op deze afstand eveneens aan Henrik de eer moeten laten en was tweede geworden, na eerst op de 800 m brons te hebben gescoord.
Ook op de Europese indoorkampioenschappen van 2015 in Praag moest Filip Ingebrigtsen op de 1500 m in zijn broer Henrik zijn meerdere erkennen. Terwijl hij er opnieuw niet in slaagde om door de eerste ronde heen te komen, lukte Henrik dat wel, waarna deze in de Noorse recordtijd van 3.39,70 als zesde wist te finishen. Bij de Noorse kampioenschappen behaalde Filip op de 1500 m vervolgens voor de tweede achtereenvolgende maal de zilveren medaille, maar ditmaal werd Snorre Holtan Løken kampioen. Henrik had voor de 5000 m gekozen en veroverde nu prompt ook op deze afstand de Noorse titel.

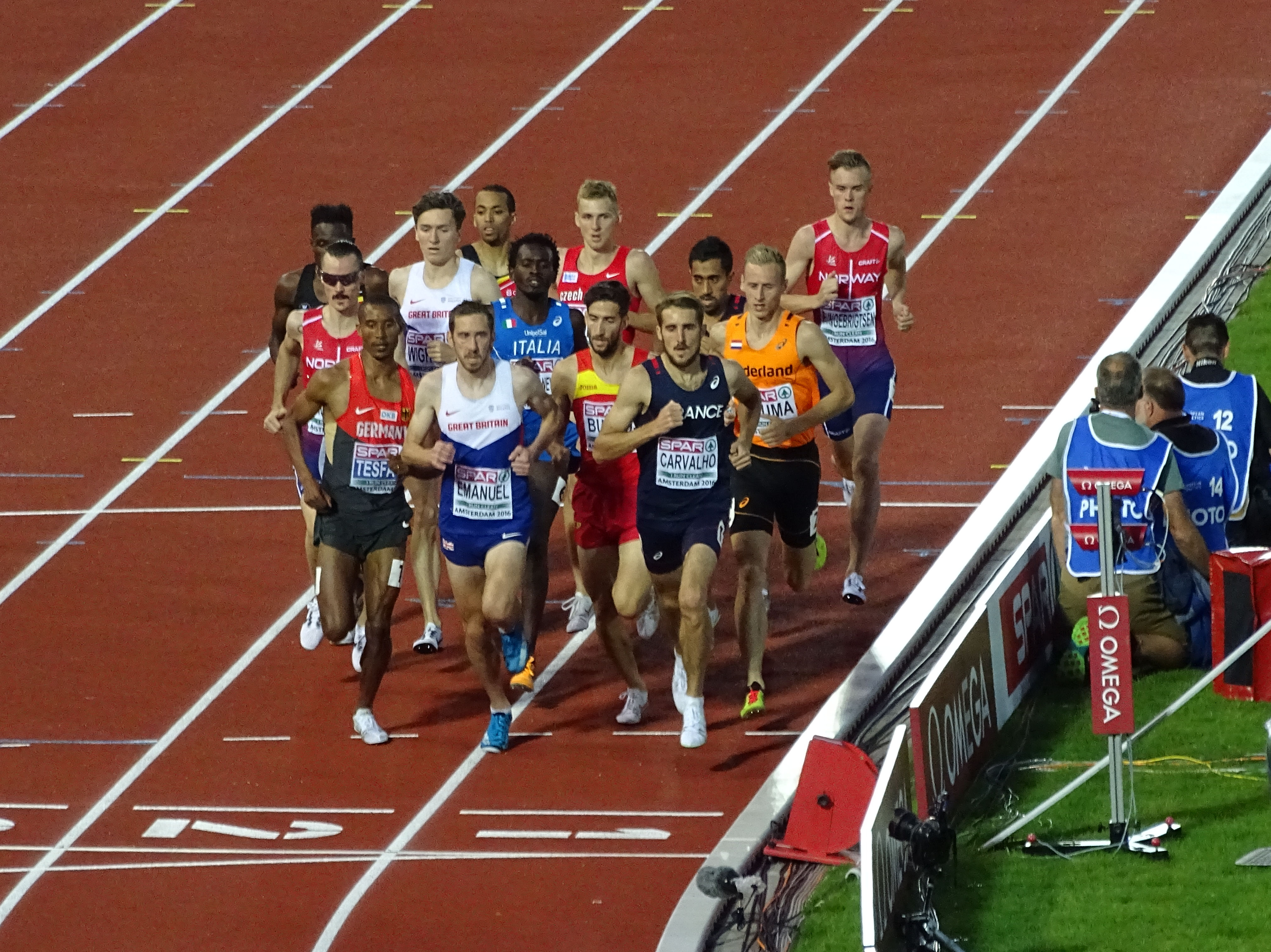
Een gesloten deelnemersveld tijdens de EK-finale van de 1500 m in Amsterdam. De latere winnaar Filip Ingebrigtsen loopt hier nog achteraan, maar laat in de laatste ronde iedereen zijn hielen zien, inclusief zijn broer Henrik (midden links).

### Europees kampioen
In 2016 volgde het omslagpunt. Na eerst nog op de Noorse indoorkampioenschappen zowel op de 1500 als op de 3000 m achter Henrik tweede te zijn geworden, was Filip in de eindsprint van de 1500 m tijdens de EK in Amsterdam de voltallige concurrentie te slim af, inclusief broer Henrik, die nog net voor de Nederlander Richard Douma als derde wist te eindigen. Een week later stelde hij zijn PR op de 1500 m bij tot 3.33,72 tijdens de Herculis-meeting in Monaco.
Op het succes in Amsterdam volgde een deceptie in Rio de Janeiro. Tijdens de daar gehouden Olympische Spelen werd Ingebrigtsen in de eerste ronde van de 1500 m gediskwalificeerd wegens onrechtmatig duwen. Hij sloot het atletiekjaar echter in stijl af met een verdere verbetering van zijn PR op de 1500 m naar 3.32,43 tijdens de Memorial Van Damme in Brussel.
Dat Filip Ingebrigtsen zich nu ook kon meten met de wereldtop, bewees hij vervolgens op de wereldkampioenschappen van 2017 in Londen. Op de 1500 m werd hij achter de Kenianen Elijah Manangoi (goud in 3.33,61) en Timothy Cheruiyot (zilver in 3.33,99) derde in 3.34,53.

### Club en privé
Filip Ingebrigtsen is aangesloten bij Sandnes Idrettslag in Rogaland en getrouwd met de Noorse sprintster Astrid Mangen Cederkvist.

## Titels
- Europees kampioen 1500 m - 2016
- Europees kampioen veldlopen - 2018
- Noors kampioen 800 m - 2016, 2019
- Noors kampioen 1500 m - 2013

## Persoonlijke records
Baan
| Onderdeel      | Prestatie | Plaats                        | Datum      |
| -------------- | --------- | ----------------------------- | ---------- |
| 800 m          | 1.46,74   | Bislett Stadion, Oslo (NOR)   | 30.06.2020 |
| 1000 m         | 2.16,46   | Bislett Stadion, Oslo (NOR)   | 11.06.2020 |
| 1500 m         | 3.30,01   | Stade Louis II, Monaco (MON)  | 20.07.2018 |
| 1 Eng. mijl    | 3.49,60   | Olympic Stadium, Londen (GBR) | 21.07.2019 |
| 2000 m         | 4.56,91   | Bislett Stadion, Oslo (NOR)   | 11.06.2020 |
| 3000 m         | 7.49,70   | Kristiansand (NOR)            | 31.08.2016 |
| 5000 m         | 13.11,75  | Stadio Olimpico, Rome (ITA)   | 06.06.2019 |
| 2000 m steeple | 5.46,15   | Prestfoss (NOR)               | 29.07.2012 |

Weg
| Onderdeel   | Prestatie | Plaats     | Datum      |
| ----------- | --------- | ---------- | ---------- |
| 1 Eng. mijl | 3.59,15   | Rome (ITA) | 04.06.2017 |
| 10 km       | 28.40     | Hole (NOR) | 19.10.2019 |

Indoor
| Onderdeel   | Prestatie | Plaats                            | Datum      |
| ----------- | --------- | --------------------------------- | ---------- |
| 800 m       | 1.49,56   | Sätrahallen, Stockholm (SWE)      | 11.02.2020 |
| 1500 m      | 3.36,32   | Arena-Sportpark, Düsseldorf (GER) | 04.02.2020 |
| 1 Eng. mijl | 3.56,99   | Armory Track, New York, NY (USA)  | 08.02.2020 |
| 3000 m      | 7.49,73   | Rud, Bærum (NOR)                  | 10.02.2019 |

Bijgewerkt in oktober 2021

## Palmares

### 800 m
- 2011: serie EK U20 - 1.54.20
- 2012: 5e Noorse kamp. 1.56,18
- 2012:  Noorse kamp. - 1.52,41
- 2012: 7e in serie WK U20 - 1.50,74
- 2013: 7e in serie EK U23 - 1.48,57
- 2014:  Noorse kamp. - 1.49,50
- 2016:  Noorse kamp. - 1.52,09
- 2018:  Noorse kamp. - 1.50,78

### 1500 m
Kampioenschappen
- 2012: 10e WK U20 - 3.46,54
- 2013: 6e EK U23 - 3.45,48
- 2013:  Noorse kamp. - 3.55,18
- 2014:  Noorse kamp. - 3.44,27
- 2014: 8e in serie EK - 3.41,06
- 2015: 7e in serie EK indoor - 3.50,15
- 2015:  Noorse kamp. - 3.50,45
- 2016:  Noorse indoorkamp. - 3.42,61
- 2016:  EK - 3.46,65
- 2016: DSQ OS
- 2017:  WK - 3.34,53
- 2021: 10e in serie OS - 3.38,02

Diamond League-podiumplekken
- 2017:  Müller Grand Prix Birmingham - 3.34,91
- 2018:  Meeting International Mohammed VI d'Athlétisme de Rabat - 3.33,40
- 2018:  Herculis - 3.30,01 (NR)

### 3000 m
- 2016:  Noorse indoorkamp. - 8.04,36

### veldlopen
- 2018:  EK te Tilburg (10.300 m) - 28.49

- World Athletics: 14458705
- Virtual International Authority File: 5663154260702324480005

1. ↑  Diamondleague––profiel. Gearchiveerd op 5 april 2023.